# Phytotriades auratus
Genre
Espèce
Synonymes
- Amphodus auratus Boulenger, 1917
- Phyllodytes auratus (Boulenger, 1917)

Statut de conservation UICN

 CR B1ab(iii)+2ab(iii) : 
En danger critique
Phytotriades auratus, unique représentant du genre Phytotriades, est une espèce d'amphibiens de la famille des Hylidae.

## Répartition
Cette espèce se rencontre :
- dans le Nord de l'île de la Trinité sur le Cerro del Aripo à environ 940 m d'altitude, dans la république de Trinité-et-Tobago ;
- au Cerro El Humo dans l'État de Sucre au Venezuela.

## Publication originale
- Boulenger, 1917 : On a Second Species of the Batrachian Genus Amphodus. Annals and Magazine of Natural History, sér. 8, vol. 20, p. 184-185 (texte intégral).
- Jowers, Downie & Cohen, 2009 : The Golden Tree Frog of Trinidad, Phyllodytes auratus (Anura: Hylidae): systematic and conservation status. Studies on Neotropical Fauna and Environment. Amsterdam, vol. 43, p. 181-188.